# Clan Robertson
Robertson oder Donnachaidh (Schottisch-Gälisch: Clann Dhonnchaidh) ist der Name eines der ältesten schottischen Clans. Er stammt aus dem Gebiet am Oberlauf des Tay und seinen Zuflüssen.

## Geschichte
Der erste bekannte Chief war Donnchadh Reamhar („Fetter Duncan“), Sohn von Andrew de Atholia (Lateinisch für 'Andrew of Atholl'), ein relativ unbedeutender Landbesitzer und Anführer einer Sippe um Dunkeld in Perthshire. Als begeisterter Unterstützer Roberts I., kämpfte er mit ihm während der Schottischen Unabhängigkeitskriege; es wird behauptet, Donnchadh Reamhar habe König Robert nach der Schlacht bei Methven 1306 versorgt. Der Clan beteuert, die Verwandtschaft des fetten Duncans und seine Anhänger haben den König 1314 bei der Schlacht von Schlacht von Bannockburn unterstützt (diese patriotische Geschichte wird allerdings von keinem zeitgenössischen Dokument bestätigt). Seine Nachfahren wurden daraufhin als the Duncansons (schottisch-gälisch: Clann Dhònnchaidh; engl.: 'Children of Duncan') bekannt.

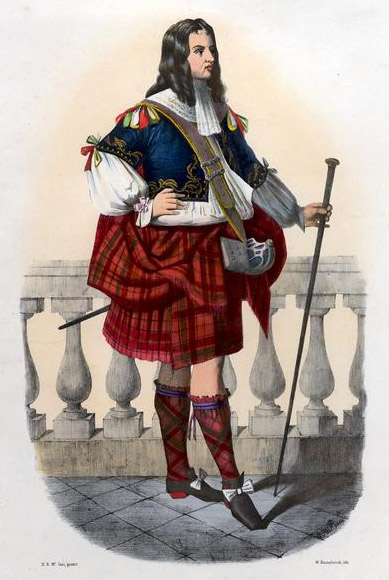
"Robertson". Eine verklärte viktorianische Beschreibung eines Mitglieds des Clans im späten 17. Jahrhundert. Illustration von R. R. McIan 1845.

1394 kam es zum Krieg zwischen den Clans Dhonnchaidh, Lindsay und Ogilvy, welche zur Zeit der Rinderdiebstähle in Angus erbliche Amtsrichter der Grafschaft waren. Sir Walter Ogilvy wurde in einem solchen Kampf ermordet. Clandonoquhy (Name des Clans zu dieser Zeit) hatte im späten schottischen Mittelalter einen Ruf als Räuber und Plünderer, obwohl die Chiefs immer noch loyal zu den königlichen Häusern Bruce und Stuart standen.
Der Name "Clan Robertson" stammt von Robert Riabhach („grauhaarig“) Duncanson, 4. Chief of Clann Dhonnchaidh, der 1451 die Belehnung mit der feudalen Baronie Struan in Perthshire als Belohnung für die Ergreifung des Königsmördes Robert Graham erhielt.
Die Robertsons waren treue Anhänger der Stuarts und kämpften 1688 unter Bonnie Dundee sowie 1715 und 1745 bei den Jakobitenaufständen auf deren Seite.